# Grimpoteuthis hippocrepium
Grimpoteuthis hippocrepium är en bläckfiskart som först beskrevs av William Evans Hoyle 1904.  Grimpoteuthis hippocrepium ingår i släktet Grimpoteuthis och familjen Opisthoteuthidae. Inga underarter finns listade i Catalogue of Life.